# 1830 au théâtre
| Années du théâtre : 1827 - 1828 - 1829 - 1830 - 1831 - 1832 - 1833    |
| Décennies du théâtre : 1800 - 1810 - 1820 - 1830 - 1840 - 1850 - 1860 |

## Événements
- Du 27 au 29 juillet en France, lors de la révolution de Juillet surnommée les Trois Glorieuses qui chasse le roi Charles X, les théâtres parisiens sont fermés ; ils rouvrent à partir du 2 août[1].

## Pièces de théâtre représentées
- 25 février : Hernani de Victor Hugo, à la Comédie-Française, Paris.
- 17 novembre : Yseul Raimbaud, pièce de Paul Foucher, Théâtre de l'Odéon, Paris.

## Décès
- 16 avril : József Katona, poète et dramaturge hongrois, né le 11 novembre 1791.
- 27 avril : Jean-Henri-Ferdinand Lamartelière, dramaturge français, premier adaptateur et traducteur des œuvres de Schiller  en français, né le 14 juillet 1761
- 31 décembre : Félicité de Genlis, romancière, dramaturge et pédagogue française, née le 21 janvier 1746.